# Атомијум
Атомијум (енгл. Atomium) је грађевина која се налази у Бриселу, Белгији. Саграђена је за Светску изложбу 1958. године у Бриселу. Спољашњи изглед је дизајнирао инжењер Андре Ватеркејн, а ентеријер су дизајнирали Андре и Жан Полак. Атомијум је висок 102 метра, а његов пречник чине сфере од нерђајућег челика које су повезане тако да формирају облик једног молекула кристала гвожђа увеличаног 165 милијарди пута.

## Реновација
Реновација Атомијума је почела у марту 2004. године, Атомијум је био затворен за јавност од октобра те године до 18. фебруара 2006. године. При реновацији замењени су избледели листови алуминијума са сфера. Како би се прикупило довољно новца за реновацију, стари алуминијум се продавао као сувенир посетиоцима. Један троугласти део дуг око 2 метра продат је за 1.000 евра.
Три од четири највише сфере немају потпору па су затворене за јавност из сигурносних разлога. Врх је међутим отворен за јавност. Оригинални дизајн није имао потпору, цела структура је требало да се ослања на сфере. Тестови су доказали да би се структура преврнула при ветровима јачине од 80 км на сат, па су потпорни стубови додати за сигурност.

## Заштита права
Слике и све репродукције Атомијума су биле све до 2016. заштићени правом. Међутим, САБАМ (белгијско друштво за заштиту права) је дозвољавало приказивање слика Атомијума на приватним сајтовима, али само при нижим резолуцијама (до 600 пиксела) како би се спречило илегално коришћење. При постављању слике, морале су се поставити и следеће речи "© www.atomium.be - SABAM 2010 - име фотографа“.
- Бициклисти који пролазе поред Атомијума. Слика Атомијума је замагљена у овој верзији слике.
- Бициклисти који пролазе поред Атомијума. Слика Атомијума је избрисана у овој верзији слике.
- Андре Ватеркејнк креатор Атомијума

Од јула 2016. је на снагу ступио нови закон у Белгији који је увео потпуну слободу панораме у земљи и од тог тренутка могу да се слике те зграде шире путем интернета.